# Stożki (Starynia)
Stożki (niem. Klein Heubuden) – nieoficjalna nazwa przysiółka wsi Starynia w Polsce, położona w województwie pomorskim, w powiecie malborskim, w gminie Lichnowy.
Leży na obszarze Wielkich Żuław Malborskich.
W latach 1975–1998 miejscowość administracyjnie należała do województwa elbląskiego.